# Буживаль

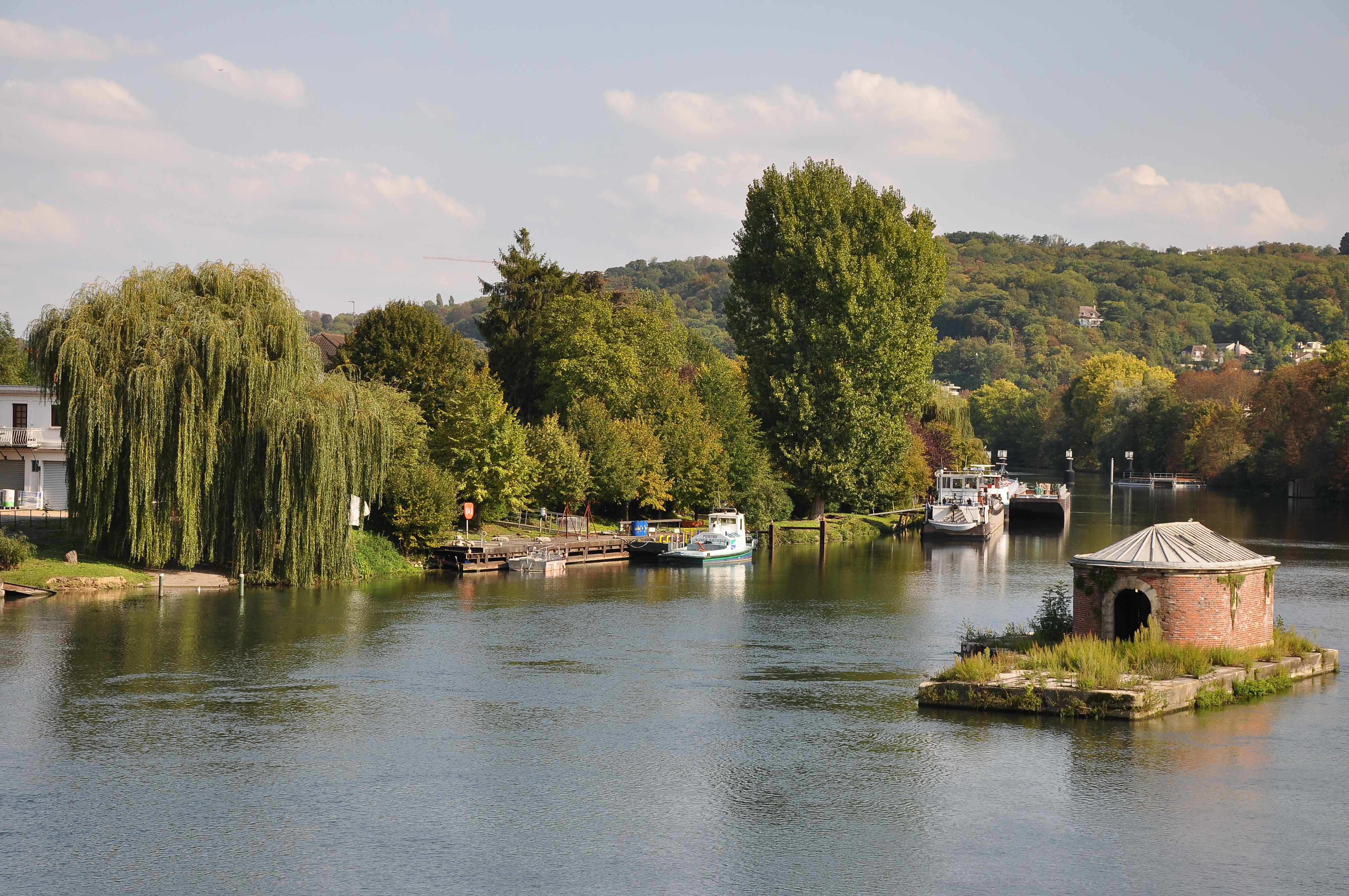
Берега Сены в Буживале

Бужива́ль (фр. Bougival) — западный пригород Парижа, расположенный в 15,3 км от центра города. Численность населения — около 9 тысяч человек.
Наиболее внушительное сооружение в центре Буживаля — церковь Богоматери, заложенная ещё в XII веке. При Людовике XIV здесь было построено чудо французской инженерной мысли — насосная машина Марли, снабжавшая водой каскады фонтанов Версаля.
В XIX веке в Буживаль нахлынула парижская буржуазия. Центром культурной жизни была вилла певицы Полины Виардо, рядом с которой поселился её почитатель Иван Тургенев. Здесь он и умер в 1883 году. В 1868 году здесь скончался Жан-Пьер Фелисьен Мальфиль, французский драматург и прозаик, в Буживале умер композитор Жорж Бизе — автор «Кармен».
Буживаль называют «колыбелью импрессионизма», поскольку Клод Моне, Огюст Ренуар и Альфред Сислей часто выезжали сюда на пленэр. Ренуару принадлежит известная картина «Танец в Буживале» (1883).